# Secolul umilinței

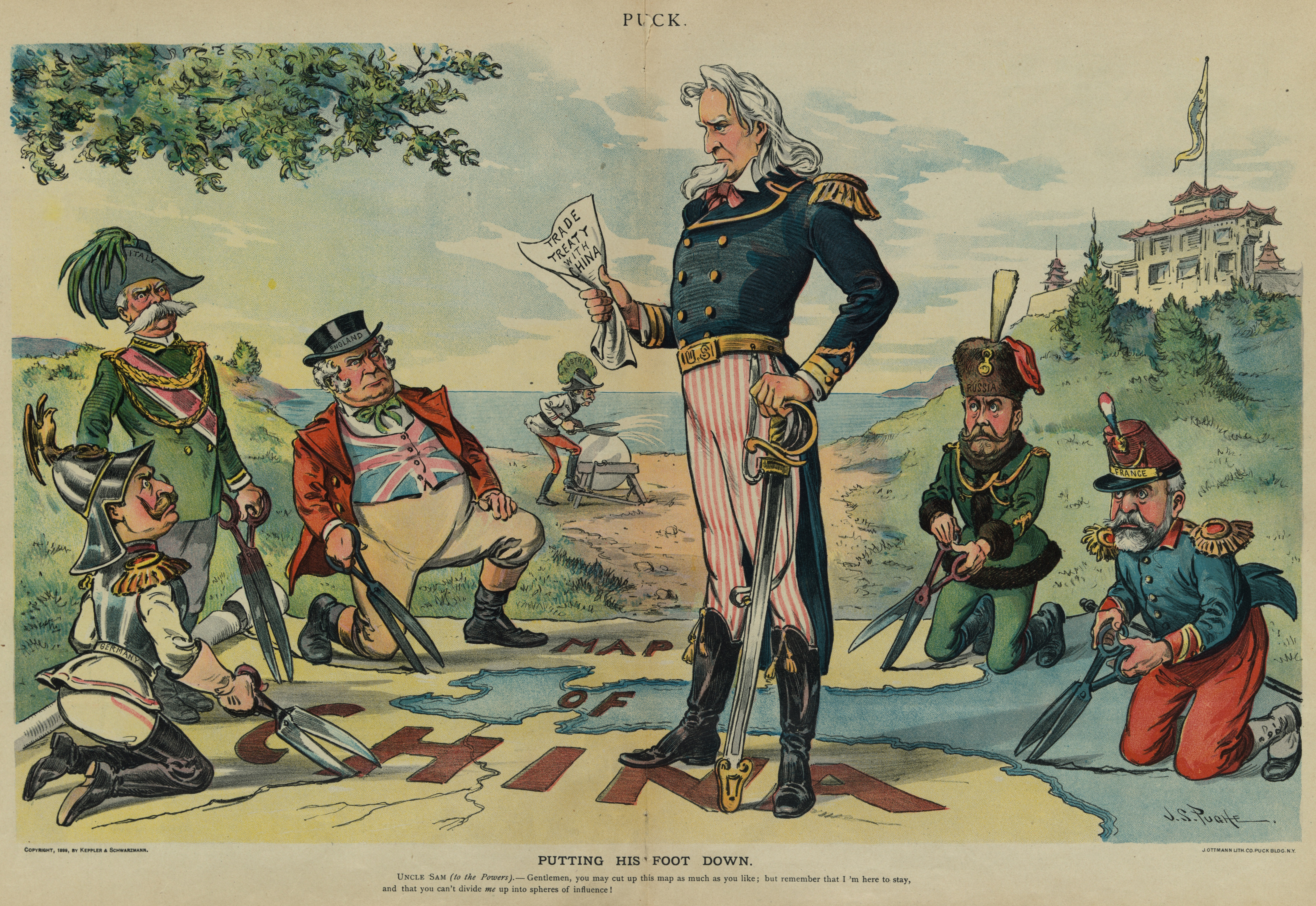
Marile puteri fac planuri pentru împărțirea Chinei. Marile puteri sunt reprezentate de Wilhelm al II-lea, Umberto I, John Bull, Franz Joseph I (în fundal), Unchiul Sam, Nicolae al II-lea și Émile Loubet. Caricatură din Punch 23 august 1899 de J. S. Pughe

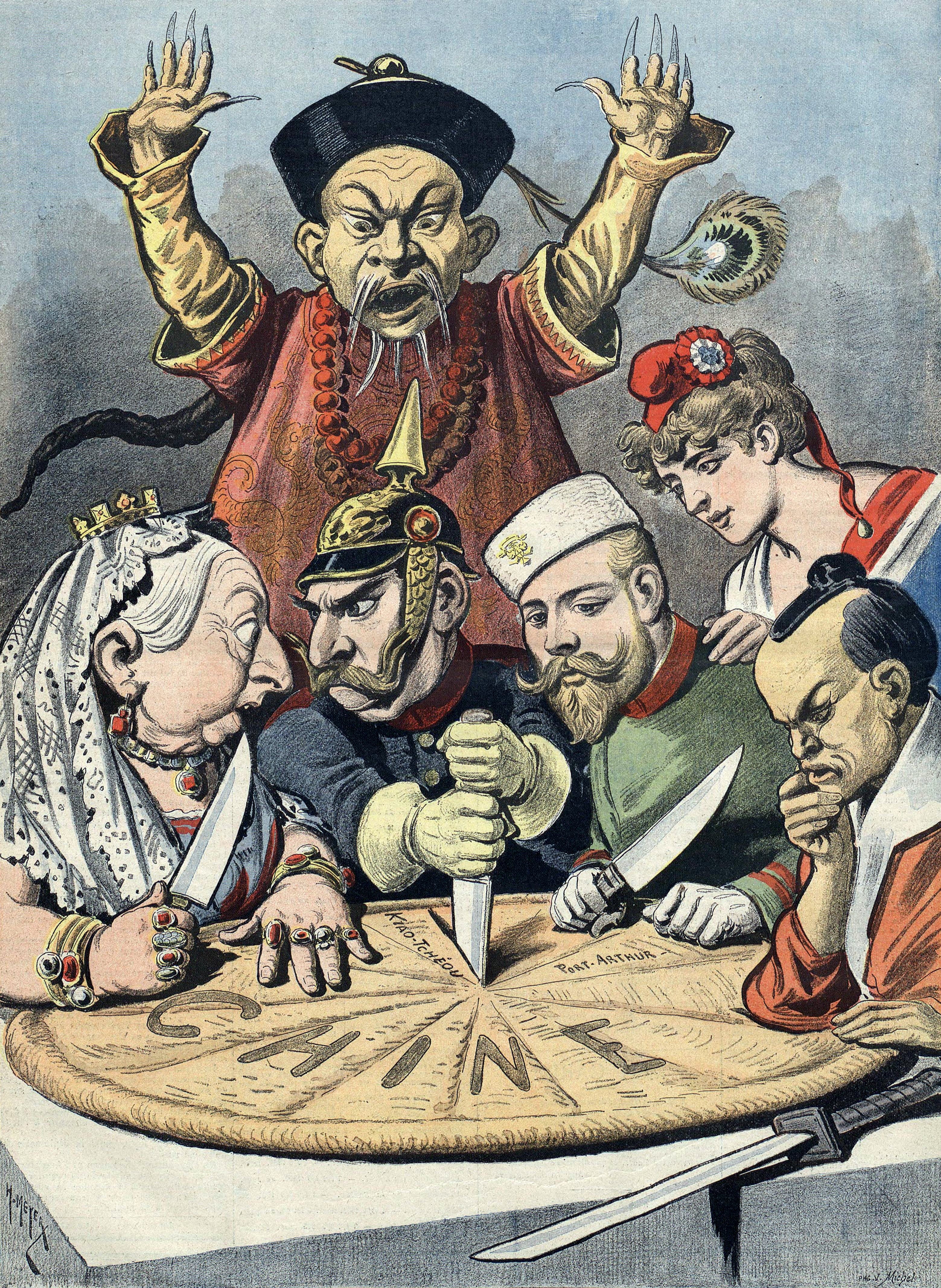
Caricatură politică înfățișând pe regina Victoria (Imperiul Britanic), kaiserul Wilhelm al II-lea (Imperiul German), împăraul Nicolae al II-lea (Imperiul Rus), Marianne (A treia Republică Franceză) și un samurai (Imperiul Japonez) împărțind China.

Secolul umilinței (chineză: 百年耻辱), cunoscut și ca o sută de ani de umilință națională, este numele sub care este cunoscută în China perioada de intervenționism și imperialism a puterilor vesteuropene și a Japoniei dintre 1839 și 1949.
Termenul a apărut în 1915, într-o perioadă de creștere a naționalismului chinez și a celor 21 de solicitări făcute de guvernul japonez și acceptate de Yuan Shikai. Aceast termen a fost mai apoi popularizat atât de Kuomintang cât și de Partidul Comunist Chinez.

## Istoric
Începutul secolului umilinței este de obicei considerat ca fiind perioada de dinainte de izbucnirea primului Război al Opiului, o perioadă în care dependența de opiu a chinezilor atinsese cote alarmante, iar situația politică din țară era dezastroasă.
Cele mai importante evenimente care sunt considerate că fac parte din secolul umilinței sunt: 
- Înfrângerea în Primul Război al Opiului (1839–1842) suferităîn fața Regatului Unit
- Tratatele inechitabile (în mod special tratatele de la Nanking, Whampoa, Aigun și Shimonoseki)
- Revolta Taiping (1850–1864)
- Înfrângerea în al Doilea Război al Opiului (1856–1860) și jefuirea Vechiului Palat de Vară de către forțele britanice și Franța.
- Înfrângerea în Războiul Chino-Francez (1884–1885) de către Franța
- Înfrângerea în Primul Război Sino-Japonez (1894–1895) de către Japonia
- Intervenția Aliantei celor Opt Națiuni, care a înăbușit Răscoala boxerilor (1899–1901)[4]
- Expediția britanică în Tibet (1903–1904)[5]
- Cele douăzeci și unu de cereri (1915) ale Japoniei
- Invazia japoneză în Manciuria (1931-1932)
- Al Doilea Război Chino-Japonez (1937–1945)

În această perioadă, China a suferit o fragmentare internă importantă, a pierdut aproape toate războaiele pe care le-a purtat și a fost adesea obligată să ofere concesii majore marilor puteri în tratatele care au pus capăt conflictelor. 
În multe cazuri, China a fost nevoită să plătească sume mari ca despăgubiri de război, să deschidă porturi pentru comerț,  să închirieze sau cedeze teritorii (cum au fost Manciuria Exterioară și părți din China nord-vest către Imperiul Rus,  Golful Jiaozhou către  Germania,  Hong Kongul  către Marea Britanie,  Zhanjiang către Franța și  Taiwanul și  Dalian către Japonia) și să facă concesii în domeniul suveranității diferitelo sfere de influență străine ca urmare a înfrângerilor militare. 

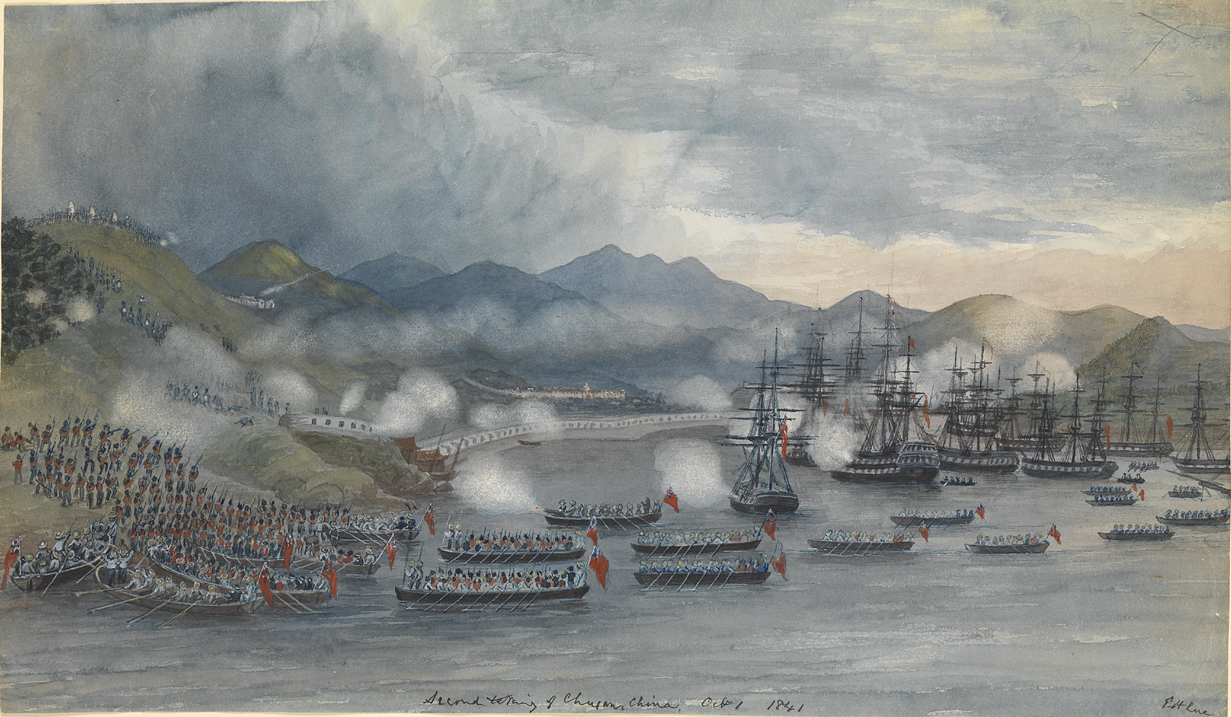
Cucerirea Chusanului în timpul Primului Război al Opiului (1841)
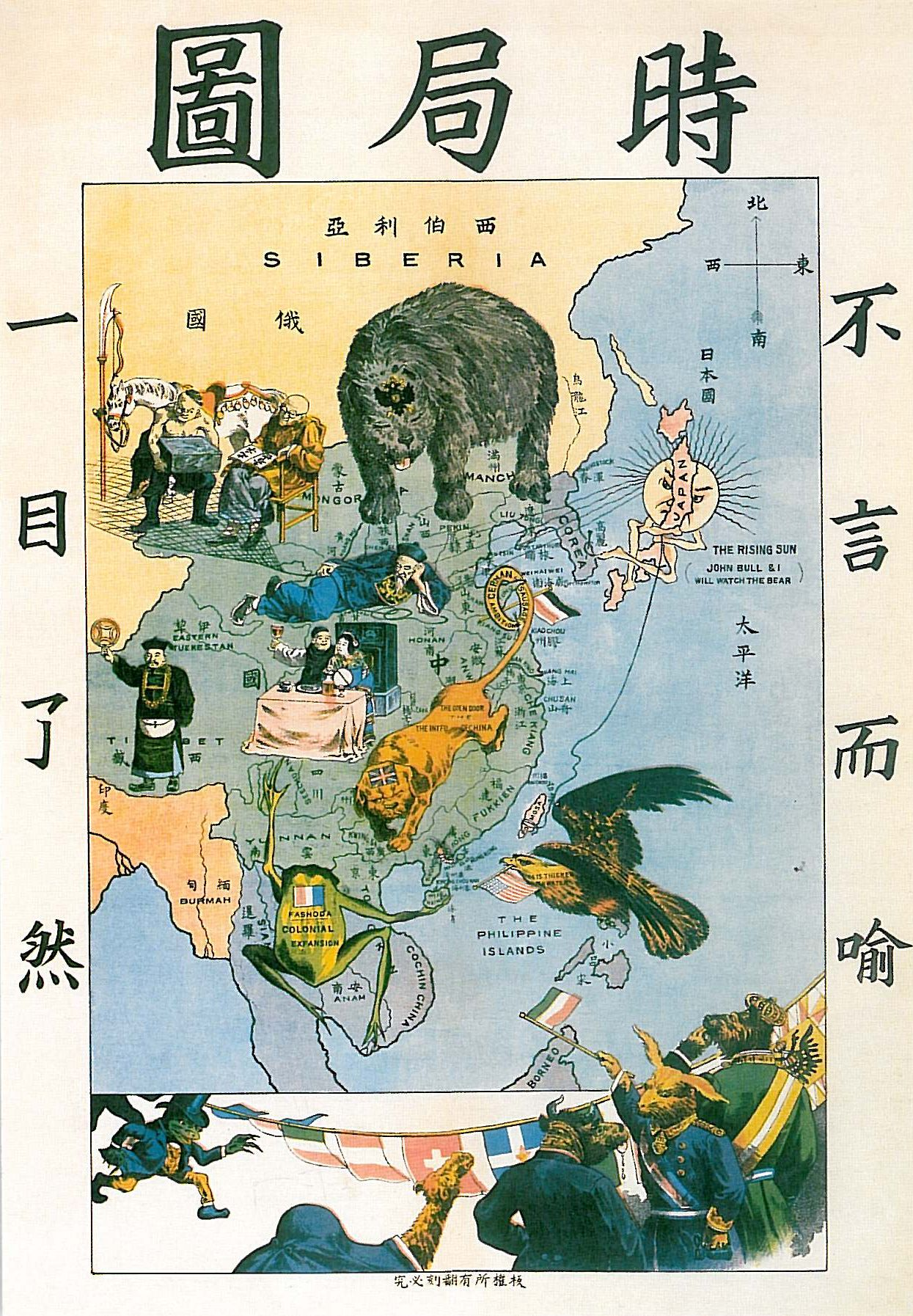
Imperialismul în 1900: Ursul reprezintă Rusia, leul Marea Britanie, broasca Franța, soarele Japan și vulturul Statele Unite ale Americii.
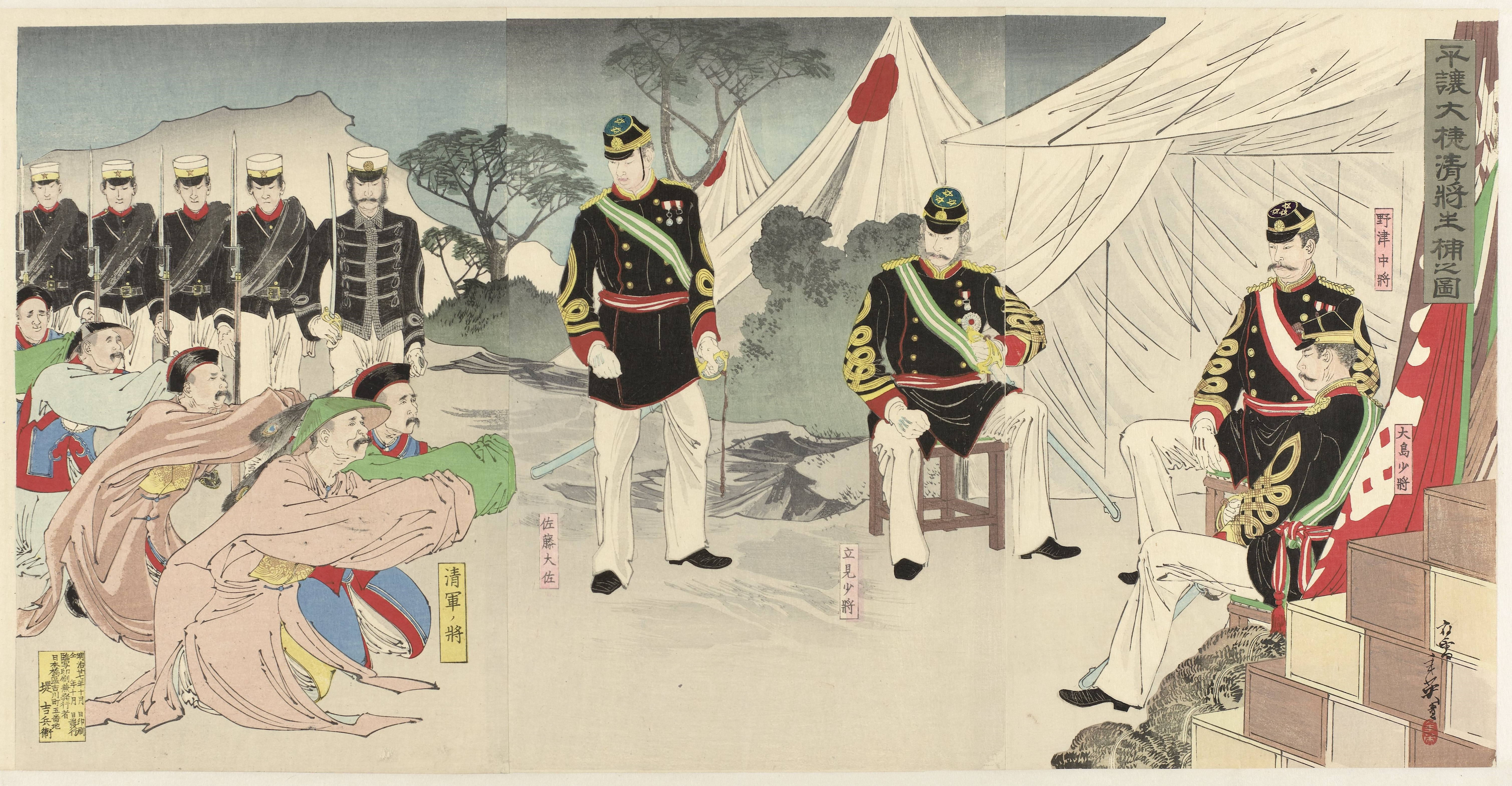
Generalii chinezi din Pyongyang capitulează în fața japonezilor în timpul războiului din 1894-1895.
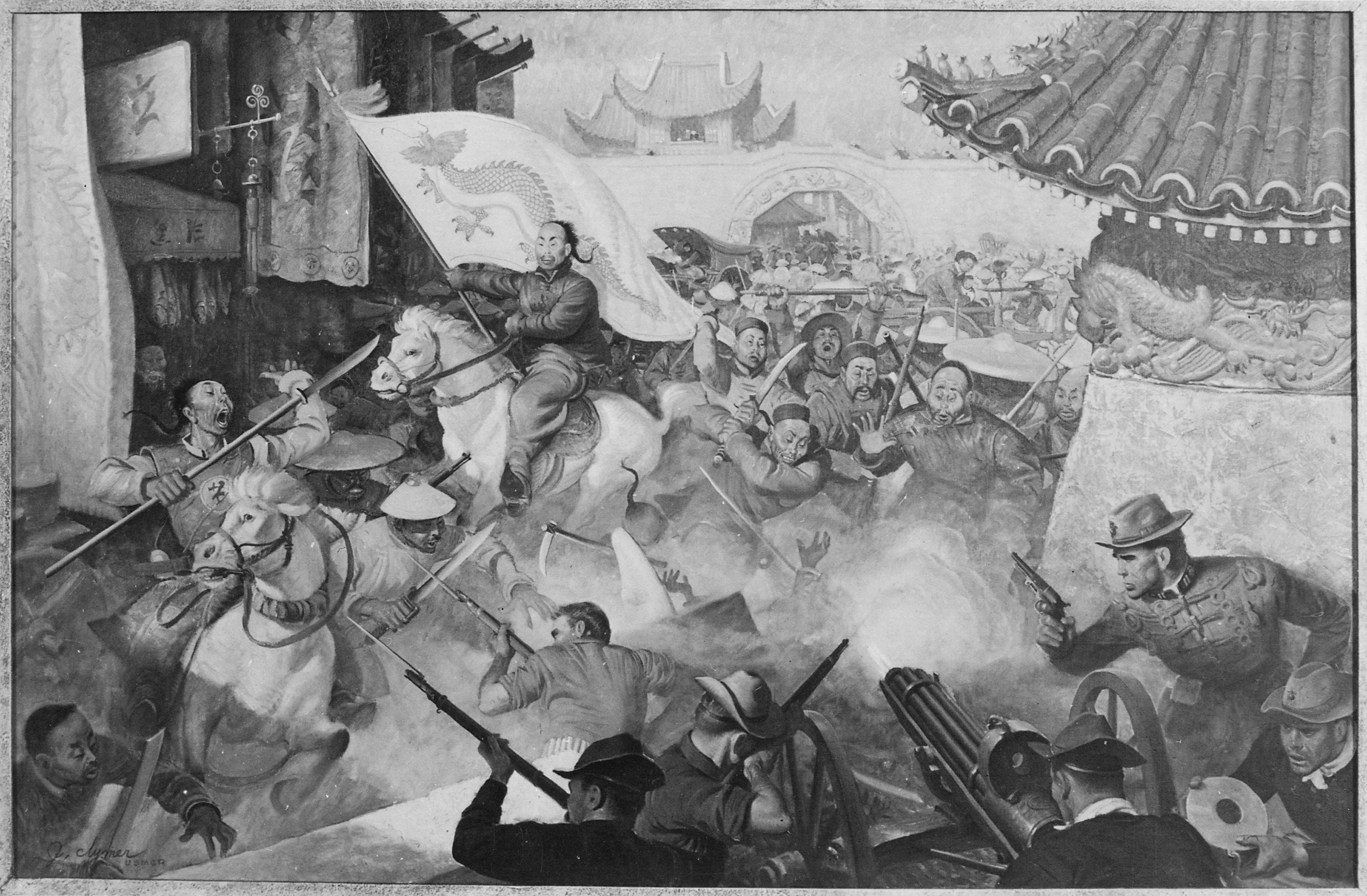
Infanteriștii marini americani luptă împotriva rebelilor boxeri în cartierul diplomatic din Beijing. Copie a unei picturi a regentului John Clymer.
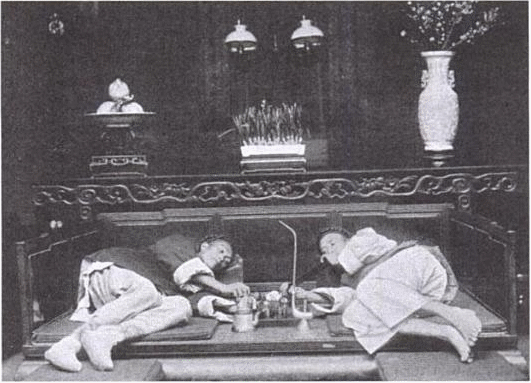
Fumători chinezi de opiu în 1902
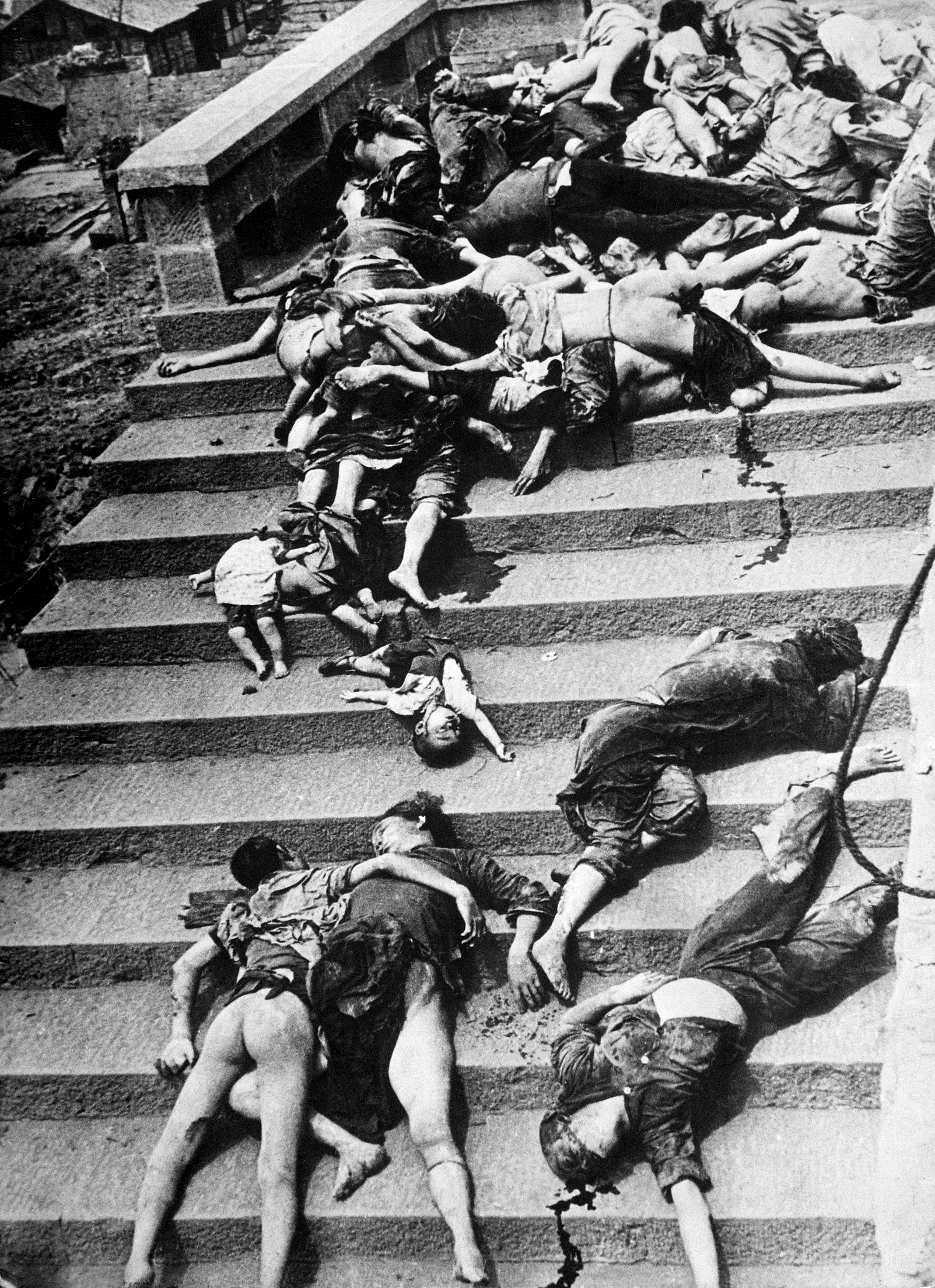
Victime ale panicii instalate în timpul bombardamentelor aeriene ale forțelor japoneze asupra orașului Chungking.
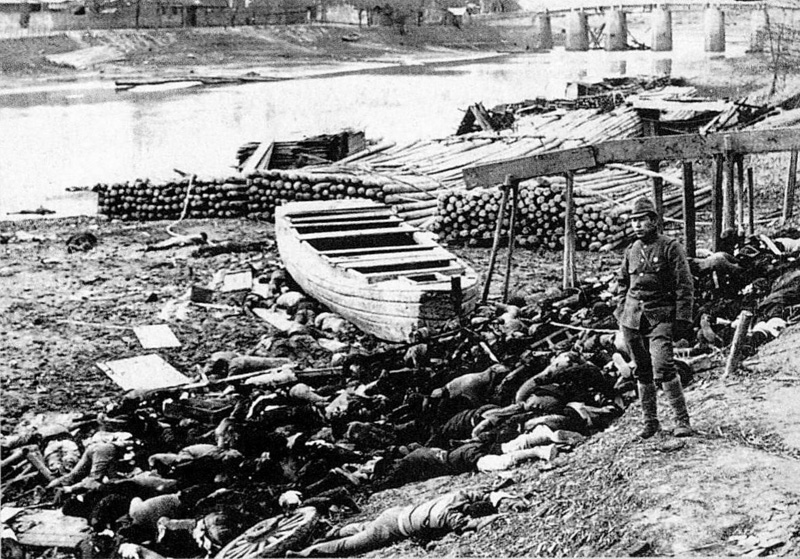
Cadavrele victimelor Masacrului din Nanking pe malul râului Qinhuai.

### Sfârșitul umilințelor
Când sau dacă perioada aceasta s-a încheiat a fost chestiune supusă diferitelor interpretări. Atât Chiang Kai-shek cât și Mao Zedong au declarat că Secolul umilinței s-a sfârșit odată cu încheierea celei de-a doua conflagrații mondile. Chiang a afirmat în 1945 că umilințele au încetat odată cu recunoașterea rezisteței forțelor pe care le-a comandat în lupta cu invadatorul japonez și acceptarea în rândul Celor patru mari (jadarmi) din cadul aliaților, în vreme ce Mao a declerat că această perioadă a încetat odată cu proclamarea în 1949 a Republicii Populare Chineze.
Jurisdicția extrateritorială a fost abandonată de Regatul Unit și Statele Unite ale Americii în 1943. Chiang Kai-shek a forat Franța să retrocedeze toate concesiunile după încheiere celui de-al Doilea Război Mondial. 

Sfârșitul secolului umilinței a fost din nou proclama în timpul respingerii forțelor ONU în Războiul din Coreea, reunificarea cu Hong Kongul din 1997, reunificarea cu Macao din 1999 și chiar și cu ocazia găzduirii Olimpiadei din 2008 din Beijing.

## Implicații
Termenul „secolul umilinței” în istoriografia Partidului Comunist Chinez și naționalismul modern chinez, cu accentul pus pe „suveranitatea și integritatea teritoriului [chinez]”, au fost invocați în incidente precum bombardarea ambasadei Chinei din Belgrad ( Bombardamentele NATO în Iugoslavia), Incidentul din Insula Hainan  și protestele pentru independența Tibetului din timpul ștafetei țorței olimpice din timpul  Jocurilor Olimpice de vară din 2008. Anumiți anliști politici consideră că utilizarea acestui termen ar duce la abaterea atenției opiniei publice din străinătate de la încălcarea drepturilor omului în China și a celei din țară de la  corupția la nivel înalt, iar pe de altă parte ar veni în sprijinul pretențiilor teritoriale și dezvoltării generale economice și politice a țării.

## Abordarea critică
Jane E. Elliott nu este de acord cu afirmația potrivit căreia China a refuzat să se modernizeze sau nu a putut să învingă armatele occidentale, menționând că țara s-a angajat într-o modernizare militară masivă în ultimele decenii ale secolului al XIX-lea, cumpărând arme din țările occidentale și începând fabricarea unor arme moderne în propriile arsenale, așa cum a făcut în timpul răscoalei boxerilor. În plus, Elliott a pus sub semnul întrebării afirmația că, în timp ce societatea chineză era traumatizată de victoriile occidentale, mulți țărani chinezi (90% din populație la acea vreme), care trăiau în afara concesiilor, și-au continuat viața lor de zi cu zi, neumbrită de vreun sentiment de „umilire”.
Istoricii au apreciat că slăbiciunea dinastiei Qing față de imperialismul străin în secolul al XIX-lea era dată în principal de slăbiciunea sa navală maritimă, în timp ce a obținut succese militare pe uscat împotriva occidentalilor. Istoricul Edward L. Dreyer a spus că „umilințele Chinei din secolul al XIX-lea au fost puternic legat de slăbiciunea și eșecul ei pe mare. La începutul Primului război al opiului, China nu avea o marină unificată și nici era conștientă cât de vulnerabilă era în fața atacului de pe mare. Forțele marine britanice au navigat cu veliere și vapoare oriunde au vrut să meargă. În Războiul lui Arow (1856–1660), chinezii nu au avut cum să împiedice expediția marinei anglo-franceze din 1860 să navigheze în Golful Zhili și să debarce cât mai aproape de Beijing. În același timp, noile armatele chineze, dar nu tocmai moderne, au înăbușit rebeliunile de la mijlocul secolului,  a păcălit Rusia să accepte soluționarea pașnică a conflictului de frontieră din Asia Centrală și  a învins forțele terestrte franceze în războiul sino-francez (1884–85). Însă înfrângerea pe mare și amenințarea rezultată asupra traficului vapoarelor către Taiwan au obligat China să încheie pacea în condiții nefavorabile.”